# Donna Gottschalk
Pour les articles homonymes, voir Gottschalk.
Donna Gottschalk (c. 1950), est une photographe et activiste américaine des années 1970 et 1980.
Elle est particulièrement reconnue pour sa documentation photographique des communautés lesbiennes. Certaines de ses photographies ont resurgi en 2019 à l’occasion d’une exposition au Leslie – Lohman Museum appelée Brave, Beautiful Outlaws, The Photographs of Donna Gottschalk.

## Biographie

### Famille
Donna Gottschalk est née à New York dans une famille de classe ouvrière. Sa mère, propriétaire de son propre salon de coiffure, éduque la plupart du temps seule ses quatre enfants. Elle considère le père de Donna trop violent et lui interdit l’accès à la maison. Donna est l’aînée et prend la responsabilité de s’occuper de ses frères et sœurs. Plus tard, elle déménagera à San Francisco où ils viendront vivre avec elle. Sa sœur Myla fera plus tard son coming-out en tant que personne trans, et Donna documentera les violences auxquelles Myla faisait face.
Elle vit aujourd'hui avec sa partenaire de longue date dans une petite ferme dans le Vermont.

### Éducation
Après avoir postulé trois fois avant d’être acceptée, Dona Gottschalk commence ses études à la prestigieuse Cooper Union où elle prend son premier cours de photographie. Mais ses professeurs, tous des hommes, ne voient pas la valeur de son travail et de celui des femmes artistes en général. Dona en conclut alors que les écoles d’art n’ont rien à lui offrir. Elle finit par abandonner ses études mais continue la photographie. Là-bas, elle  rencontre aussi pour la première fois d’autres lesbiennes qui l’introduisent à la vie nocturne lesbienne.

### Activisme
Lors de la parade du Christopher Street Liberation Day en 1970, Dana Davies prend une photo de Donna Gottschalk qui deviendra iconique. Elle la représente en train de tenir une pancarte faite par Michela Griffo sur laquelle il est écrit « Je suis ta pire crainte, je suis ton meilleur fantasme » (« I’m your worst fear, I am your best fantasy »). C’est à ce même moment que Gottschalk débute sa propre documentation photographique des communautés lesbiennes, souvent absentes du discours dominant du mouvement gay. Elle s’implique également au sein de la manifestation contre le groupe féministe National Organisation for Women (NOW) après que sa présidente Betty Friedan ait déclaré qu’elle ne voulait pas associer NOW à une présence lesbienne qu’elle décrit comme la Lavender Menace. Gottschalk s’empresse alors d’imprimer ces mots en gros caractères rouges sur des t-shirts que beaucoup porteront lors de la manifestation.

## Travail photographique

### Influences et démarche
Le style intime des photos de Donna Gottschalk est inspiré de celui de Diane Arbus, Irving Penn et August Sander. Après avoir découvert le travail de Diane Arbus lors d’une exposition au MoMA au début des années 1970, Gottschalk découvre le pouvoir de la photographie et de sa capacité à préserver les vies des personnes qui lui tiennent à cœur. Elle commence alors à prendre des photos de ses proches, des personnes souvent très pauvres, en bataille avec des maladies mentales, le cancer ou le VIH et qui se méfient de l’objectif de Gottschalk pointé sur eux et elles. Gottschalk avait déjà l’intuition que ces photos seraient le seul souvenir qui lui resterait de ces personnes et de leurs existences.

### ExpositionBrave, Beautiful Outlaws, The Photographs of Donna Gottschalk
Avant l’exposition au Leslie-Lohman Museum en 2019, les photos de Donna Gottschalk ne sont apparues qu’une seule fois lors d’une exposition de groupe au Glide Memorial Church (en) à San Francisco dans les années 1970. Son intention n’avait jamais été de partager ces photos avec un plus large public que celui formé par son entourage. En effet, sa démarche, plutôt personnelle, était de créer des souvenirs et ses modèles étaient méfiants devant l’objectif. Toutefois, approchant ses 69 ans, Gottschalk pense qu’il est temps de les partager afin d’être certaine que son archive sera préservée et également en honneur de ses modèles :
« Je suis prête à les partager car je ne veux pas que ces vies courageuses tombent dans l’oubli. Ils et elles étaient des guerriers vaillants et défiants qui insistaient sur le fait de vivre leur vie, peu importe les conséquences. »
(« I’m ready to release them because I don’t want these courageous lives to be lost. They were brave and defiant warriors who insisted on being, whatever the consequences. »)
L’exposition est composée de 37 photos, sélectionnées par la commissaire Deborah Bright (en) et le musée en a acquis 10 pour sa collection permanente.

### ExpositionDonna Gottschalk:  Ce qui fait une vie
En 2023, après avoir déjà présenté cinq photographies de Gottschalk dans l'exposition collective De l'Amitié, la galerie parisienne Marcelle Alix lui consacre sa première exposition personnelle européenne, commissionnée par l'écrivaine Hélène Giannecchini,.
L'exposition est composée de plus de 30 photographies sélectionnées par Donna Gottschalk et Hélène Giannecchini: des tirages vintage, des tirages contemporains issus de l'exposition Brave Beautiful Outlaws et des tirages numériques effectués par Gottschalk elle-même, sur une imprimante jet d'encre domestique.